# Abri sous roche de Las Lomas de Abril

L' Abri sous roche de Las Lomas des Abril  est un site préhistorique situé dans la commune de Castielfabib (comarque de Rincón de Ademuz), dans la province de Valence en Espagne,.
Cette grotte-abri est la seule contenant des peintures rupestres dans le Rincón de Ademuz, de par leur situation géographique, leur style et leur chronologie. Elles appartiennent à l'Art rupestre du bassin méditerranéen de la péninsule Ibérique, en lien avec celles existant dans les abris sous roche de Tormón, du Parc culturel d'Albarracín.
Le site a été déclaré monument historique et artistique en 1998. Elle fait partie de l'ensemble de l'art rupestre du bassin méditerranéen de la péninsule Ibérique déclaré patrimoine mondial par l'UNESCO en 1998.

## Historique
Sa découverte remonte à mars 2014, son auteur était Ricardo Canet García, membre de l'équipe de pompiers n°18. La découverte est en relation avec d'autres découvertes dans la zone de Rodeno de Tormón (province de Teruel) au cours des années précédentes (2008-2014).
En communiquant sa découverte au ministère de l'Éducation et de la Culture de la Généralité valencienne, celle-ci a reconnu l'authenticité des peintures rupestres, en fournissant les moyens nécessaires à leur étude, protection et diffusion.
La presse généraliste fait écho à sa découverte,.

## Fouilles archéologiques

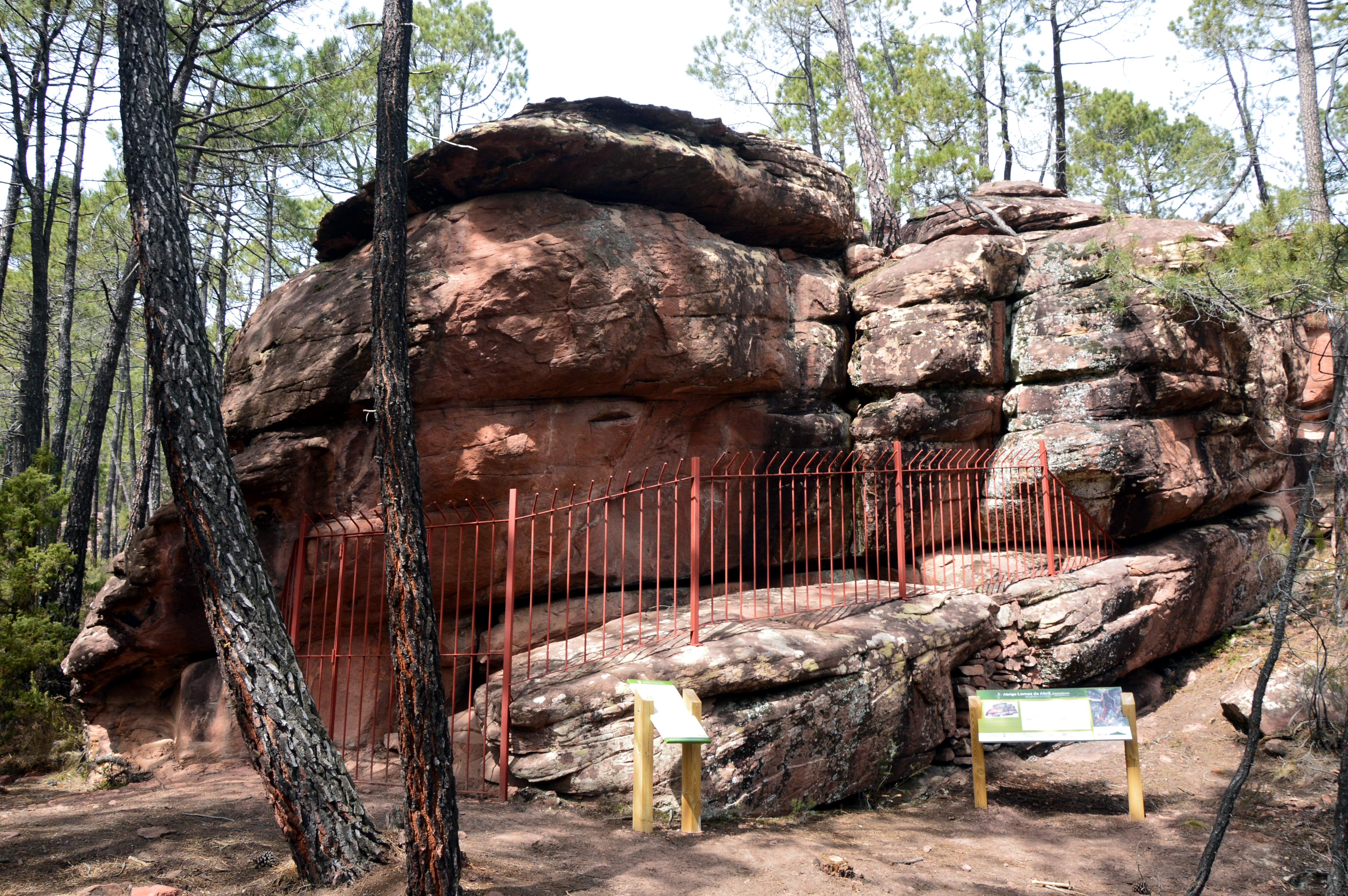
Abri de Las Lomas de Abril

Réalisées sous l'égide du Ministère de l'Éducation, de la Culture et des Sports de la Généralité valencienne, elles consistaient en des études de topographie, de conservation, de documentation, de prospection archéologique de la zone immédiate et étude des peintures rupestres pour la connaissance et la diffusion. Le travail de topographie s'est basé sur des relevés photogrammétriques et orthophotographiques, dans le but d'obtenir un échantillon numérique de l'intérieur de l'abri pour la réalisation d'une Modélisation tridimensionnelle (3D). L'objectif final de ces techniques est de réaliser une impression 4D permettant des promenades virtuelles à travers l'abri et les peintures.

### Localisation et description

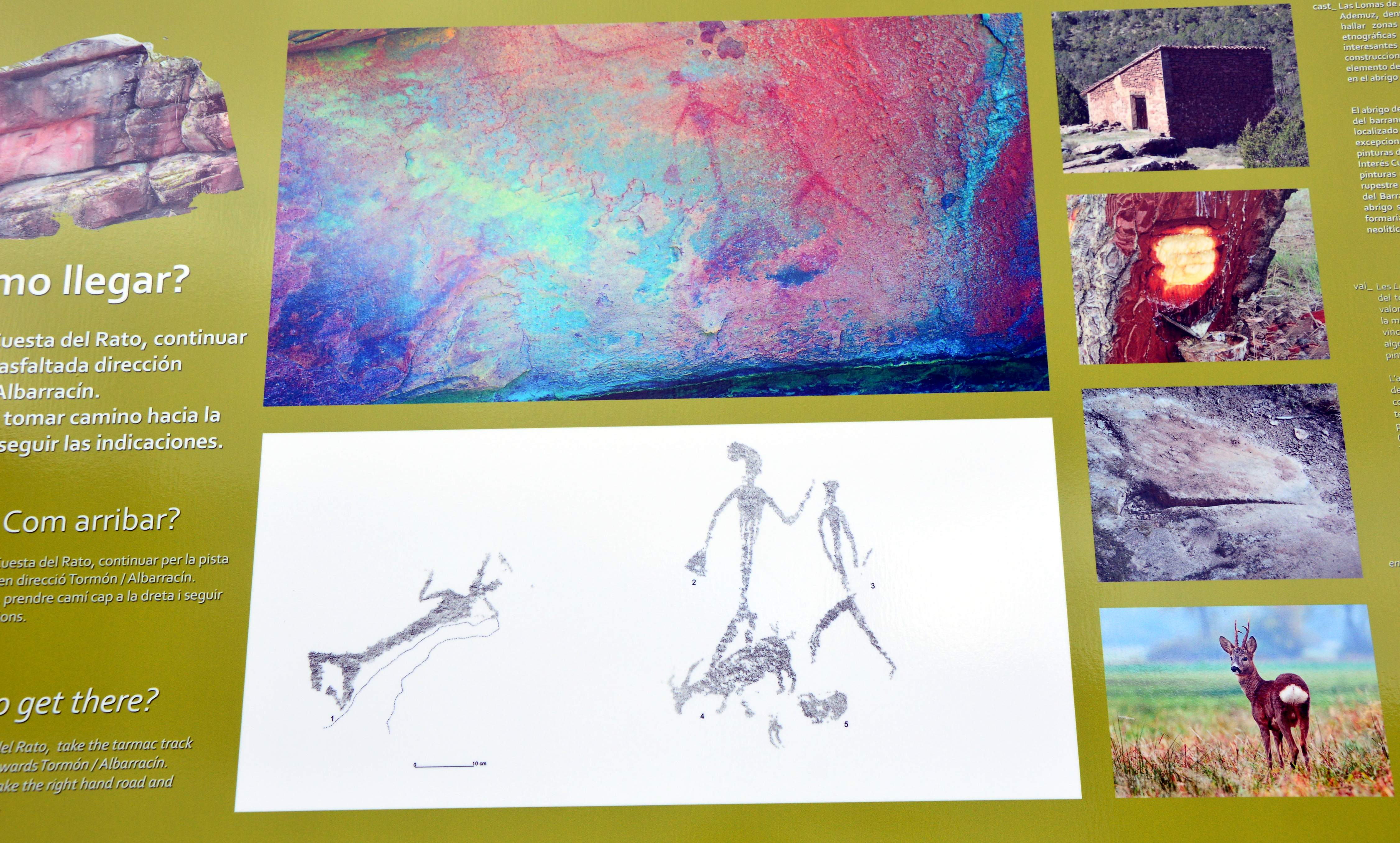
Panneau d'information

Le refuge est situé sur un affleurement rocheux situé sur la rive droite du ravin Val del Agua (qui déverse ses eaux dans le Turia à droite du Mas de Jacinto (es)), à environ 1 150 m d'altitude. Le panneau de signalisation est situé dans le point le plus protégé de l'abri, sur un caisson, et est composé de cinq figures (trois anthropomorphes et deux zoomorphes) qui forment deux compositions diachroniques : La première se compose des motifs 1, 2 et 3 (figures anthropomorphes plus anciennes) et la deuxième regroupe les motifs 4 et 5 (figures zoomorphes postérieures).
- Motif 1 : figure humaine couchée (horizontale) avec les jambes pliées, située à gauche du panneau. Corps stylisé qui s'élargit au niveau des épaules, là où commencent les bras. Grand porte-coiffe avec une zone triangulaire manquante.
- Motif 2 : figure humaine centrale, tournée vers la droite (jambes écartées dont une pliée, ce qui produit un effet dynamique), corps stylisé avec élargissement vers les épaules d'où partent les bras. Dans sa main droite, il porte un objet triangulaire qui s'adapte à celui qui manque au gisant (motif 1), et il porte une large coiffe.
- Motif 3 : figure humaine située à droite, tournée vers la gauche (jambes pliées, celle de devant pliée, ce qui produit un effet dynamique), plus petite que le motif 2, qui produit un effet de profondeur par rapport à la composition zoomorphe.
- Motif 4 : figure animalière (chèvre) située aux pieds et devant le motif 2, regardant vers la gauche, bien délimitée bien qu'avec perte de peinture due à des écailles par endroits, tête penchée dans une attitude de broutage, bois en arrière, pattes pattes avant en vé inversé (effet dynamique), pattes arrière terminées, à gauche le jarret est dessiné, avec une double queue (effet dynamique).
- Motif 5 : figure animale (chèvre) en position inversée (jambes en haut), en dessous du motif 4. Conservation précaire, les bois (vers le bas) et le corps sont visibles partiellement, une partie de la tête manque, les membres repliés sur le ventre . Compte tenu de la position de l’animal, il est interprété comme mort.

Comparées à celles de ses environs – les abris sous roche de Tormón, dans le parc culturel d'Albarracín – les peintures de l'abri Lomas de Abril ont leurs propres caractéristiques :

« Sa taille dépasse le commun, tout comme sa composition narrative. La scène présente à la fois des animaux superposés à des figures humaines et des scènes d'humains, le tout avec un thème commun, la mort. 
Art préhistorique à Castielfabib : refuge des Lomas de Abril , Ricardo Canet García »

### Techniques de peinture
Peinture rouge (obtenue à partir d'oxyde de fer : Hématite, Limonite et Goethite, avec encres mates.

### Style
Levantin, stylisé et naturaliste.

### Chronologie
Néolithique (entre 7.000 et 5.000 ans av. J.-C.).

## Informations et accès
Il s'agit d'un itinéraire circulaire de faible difficulté, long de 1,8 kilomètre et d'une durée d'une heure. Durant ce périple, on découvre des échantillons d'architecture traditionnelle (vernaculaire) liée à l'activité agricole de la région à l'époque sub-actuelle. Dans la zone des "Corrales de los Fantasmas", il y a un ensemble de meules de foin, corrals, hangars ouverts, enclos de mise bas, aires de battage... qui servaient également de résidences temporaires aux agriculteurs à des moments spécifiques du cycle agricole : le travail du sol, semis, fauchage et battage. Dans ce même endroit se trouvent des vestiges archéologiques d'intérêt : un grand mur défensif et un ensemble de pierres à coupelles sur le sol de l'un des corrals comme pétroglyphes, vraisemblablement utilisés comme fours pour l'extraction artisanale de l'huile du genévrier. L'itinéraire est un lieu protégé, déclaré microréserve florale par le gouvernement valencien.

## Galerie

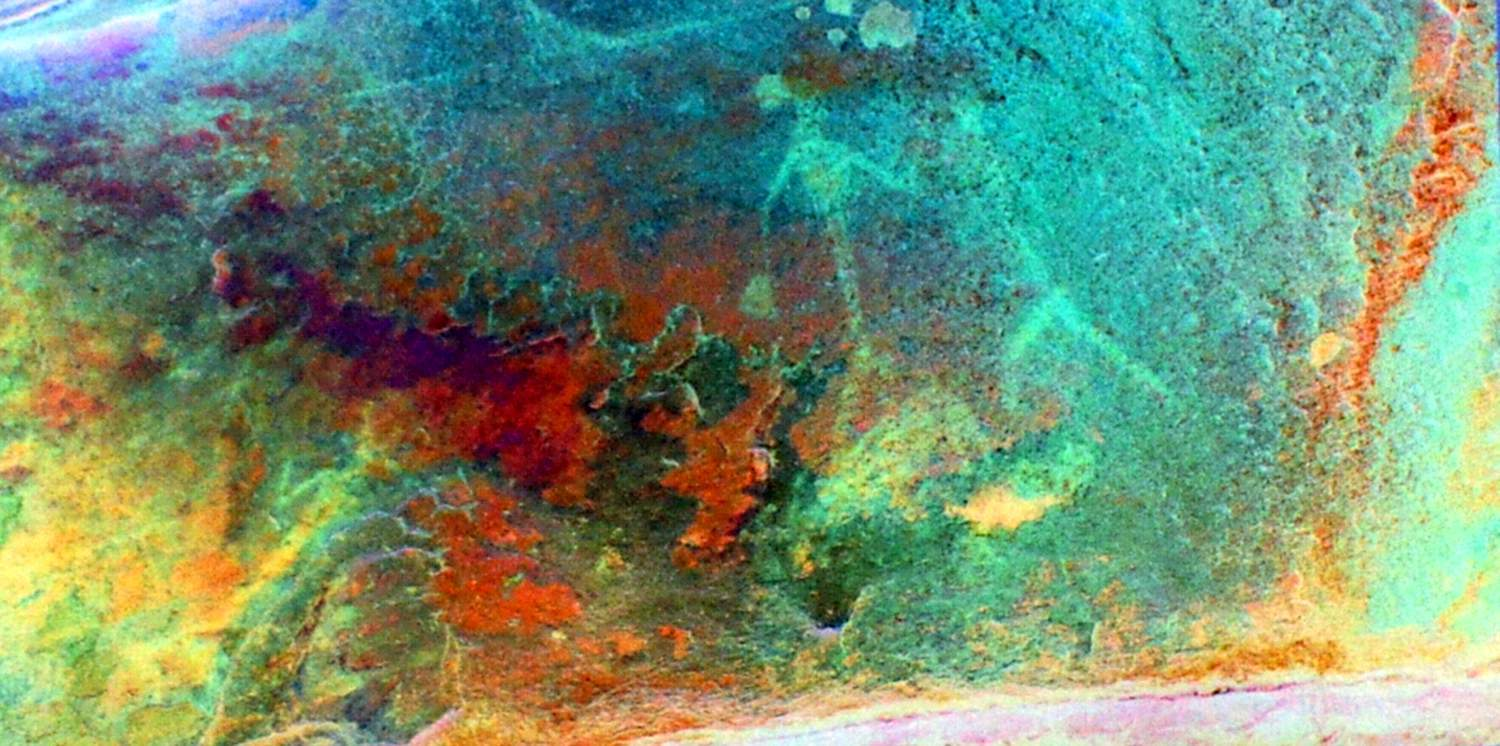
Détail des peintures rupestres (traitement numérique).
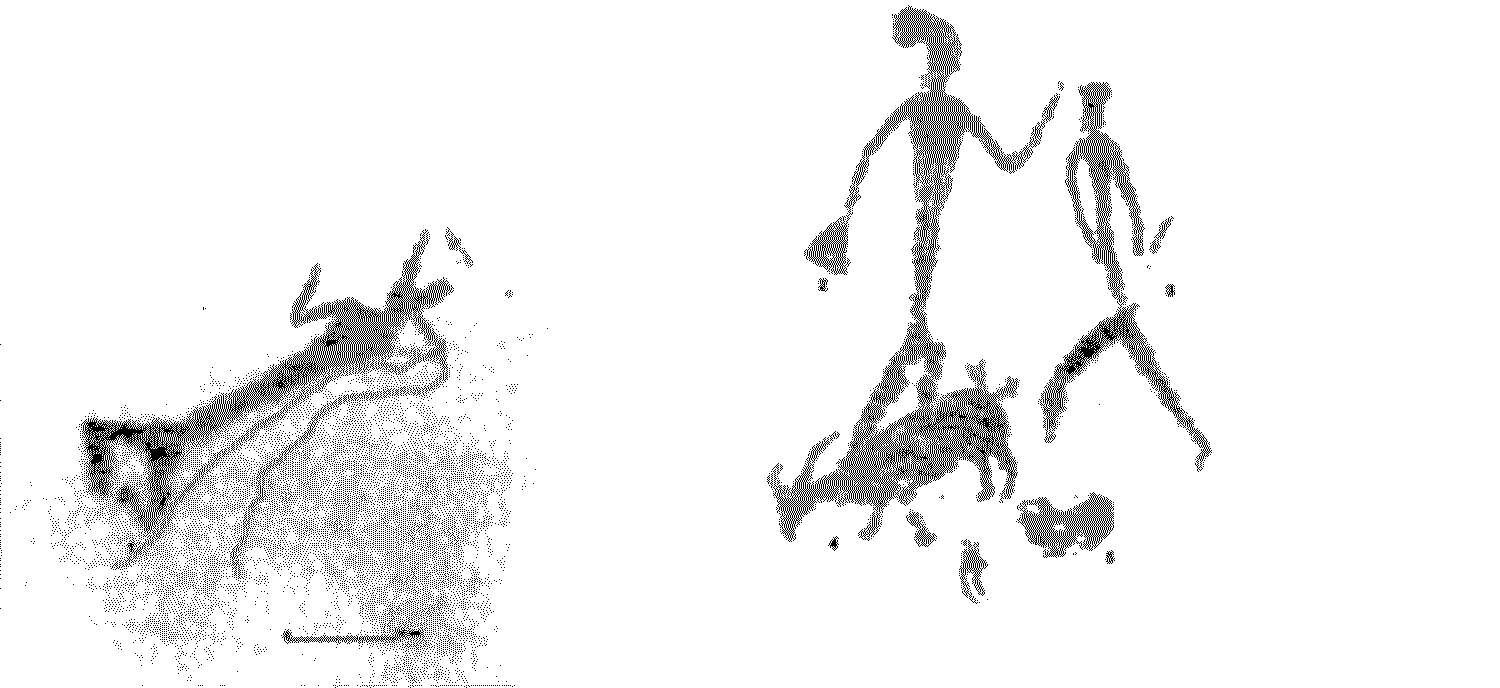
Traçage des peintures (traitement numérique).